# Police (ort i Tjeckien, Olomouc)
Police är en ort i Tjeckien.   Den ligger i regionen Olomouc, i den östra delen av landet, 190 km öster om huvudstaden Prag. Police ligger 292 meter över havet och antalet invånare är 242.
Terrängen runt Police är platt söderut, men norrut är den kuperad. Terrängen runt Police sluttar söderut.Runt Police är det ganska tätbefolkat, med 172 invånare per kvadratkilometer. Närmaste större samhälle är Šumperk, 16,8 km norr om Police. Trakten runt Police består till största delen av jordbruksmark.